# Jang Huj-jen
Yang Huiyan (egyszerűsített kínai: 杨惠妍, tradicionális kínai: 楊惠妍, Pinjin: Yáng Huìyán; 1981, Shunde, Guangdong tartomány) kínai üzletember, a Country Garden Holdings többségi részvénytulajdonosa. Van egy lánya Yang Guoqiang, aki szintén vállalkozást alapított 1997-ben. Yang Huiyan az Ohio Állami Egyetemen 2003-ban diplomázott.

## Fordítás
- Ez a szócikk részben vagy egészben  a   Yang Huiyan című angol Wikipédia-szócikk ezen változatának fordításán alapul.  Az eredeti cikk szerkesztőit annak laptörténete sorolja fel. Ez a jelzés csupán a megfogalmazás eredetét és a szerzői jogokat jelzi, nem szolgál a cikkben szereplő információk forrásmegjelöléseként.